# Tamdrup-Kirche
| Tamdrup-Kirche  |                 |
| Baujahr         | Um 1125         |
| Diözese         | Aarhus          |
| Kirchengemeinde | Horsens-Gedved  |
| Pastorat        | Tamdrup         |
| Kirchspiel      | Tamdrup         |
| Gemeinde        | Horsens Kommune |
| Homepage        | tamdrupkirke.dk |

Die um 1125 erbaute Tamdrup Kirke ist eine der ältesten Kirchen Dänemarks. Das Hauptgebäude besteht aus einer dreischiffigen Basilika im romanischen Stil, auf deren Wänden großflächige Reste der ältesten Kalkmalereien des Landes zu finden sind, die mit denen der Kirche in Jelling übereinstimmen. Diese wurden jedoch 1874–1875 im Zuge einer unachtsamen Restaurierung zerstört.
Die Kirche bestand ursprünglich aus einer Basilika mit Holzverkleidung, der Raum ist durch 2 × 6 Rundsäulen und Mauern arkadenartig aufgeteilt, die sich zu den Seitenschiffen hin öffnen. Dieses Erscheinungsbild veränderte sich im 14. Jahrhundert, als die Kirche im gotischen Stil umgebaut wurde. Der heutige Kirchturm und das Waffenhaus fügte man bei diesem Umbau hinzu.

## Inventar
Der ursprüngliche goldene Altar der Tamdrup-Kirche befindet sich heute im dänischen Nationalmuseum in Kopenhagen, während in der Kirche eine verkupferte Kopie zu sehen ist. Die ursprüngliche Platzierung des Altars ist ebenso wie seine Entstehungszeit umstritten. Das Relief des Altars ist wahrscheinlich Bischof Poppo gewidmet, der Harald Blauzahn Ende des 10. Jahrhunderts getauft hat. Dies stimmt mit der Funktion der Tamdrup-Kirche als Wallfahrtskirche überein.
Das Taufbecken zählt zu den am besten erhaltenen romanischen Granitbecken Ost-Jütlands und zeichnet sich durch seine ungewöhnlichen Motive aus. Anstatt mit dem jütländischen Löwen ist es mit den Evangelistensymbolen verziert und von Blattranken und Menschenfiguren umgeben. Am Fuß ist ein Engel eingeprägt.
Die Altartafel und die Kanzel sind Renaissancearbeiten aus dem Anfang des 16. Jahrhunderts.
Der nahe Tamdruphøj ist mit etwa 7,0 m Höhe und 40,0 m Durchmesser der größte Grabhügel in Sønderjylland.